# 이오시스

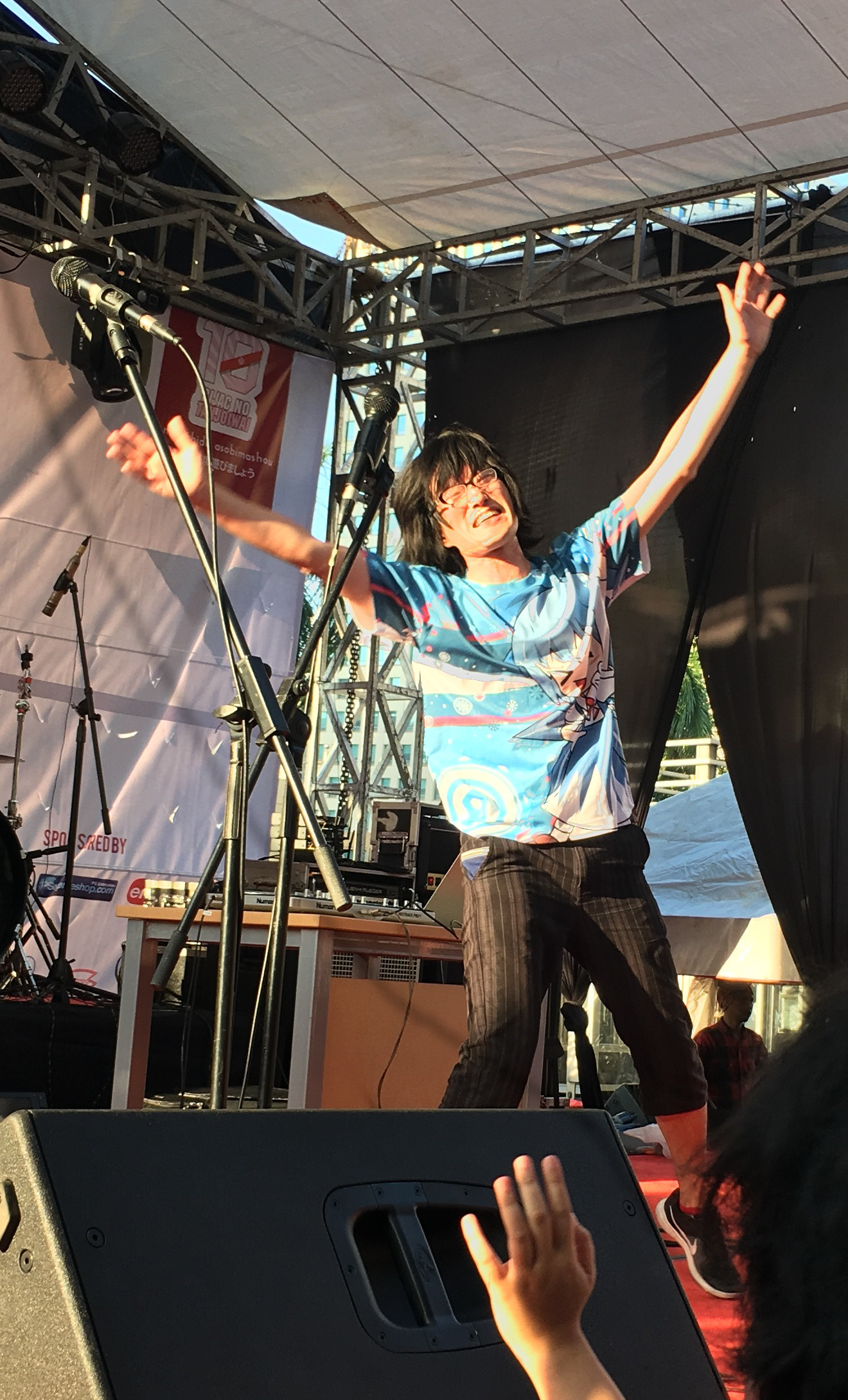

유한회사 이오시스(일본어: 有限会社イオシス, 영어: IOSYS Co., Ltd.)은 일본의 동인 서클이자, 음반 출판업하는 기업이다. 주로, 동방 프로젝트와 세계수의 미궁을 음악을 중심으로 2차 창작물로 제작하는 것으로 알려졌다. 1998년 10월 10일에 일본의 삿포로에서 홋카이도 대학에 다니는 학생들이 동인 서클로 설립을 하였으며, 2006년에 유한회사로 법인화되었다.

## 플래시 비디오
이오시스는 음악을 공개할 때는 주로 플래시 비디오로 보여주기로 유명하다. 대표적으로 '《마리사는 엄청난 것을 훔쳐갔습니다》(일본어: 魔理沙は大変なものを盗んでいきました)'와 '《환부에서 멈춰서 바로 녹는다 ~ 광기의 우동게인》(일본어: 患部で止まってすぐ溶ける ～ 狂気の優曇華院)', '《치르노의 퍼펙트 산수교실》(일본어: チルノのパーフェクトさんすう教室)'가 니코니코 동화와 2채널에서 선풍적으로 인기를 끌었던 바가 있다. 또한, 애니메이션 《펭귄 무스메》의 2번째 엔딩 크레딧과 《꿈을 먹는 메리》의 오프닝과 엔딩 크레딧 음악을 작곡을 하기로 유명하다.